# Rafael Nieto Loaiza
Rafael Nieto Loaiza (Bogotá Colombia, 16 de junio de 1967) es un abogado y político colombiano conocido por haber sido Viceministro del Interior y de Justicia entre 2003 y 2004 y precandidato presidencial por el  partido Centro Democrático en el 2018. Es hijo del expresidente de la Corte Interamericana de Derechos Humanos, Rafael Nieto Navia con María Teresa Loaiza Cubides.

## Biografía
Nieto Loaiza es bachiller del Gimnasio Moderno y abogado de la Universidad Javeriana con estudios en socioeconomía, derecho constitucional, derecho internacional público, derechos humanos y derecho internacional humanitario. Es presidente de NSG, compañía de consultoría especializada en el manejo de entornos y estrategia y análisis sociopolítico. Como experto en Derecho Internacional Humanitario se opuso a la prórroga de la zona de despeje en 1999 y al Intercambio humanitario tras el proceso de paz realizado por el gobierno de Andrés Pastrana.
Fernando Londoño Hoyos posesionó a Nieto Loaiza como reemplazo de María Margarita Zuleta, quien renunció por diferencias con el entonces ministro Londoño. Nieto Loaiza permaneció nueve meses en dicho cargo pues renunció al argumentar diferencias con el ministro del interior y justicia Sabas Pretelt de la Vega. Pretelt de la Vega expresó a los medios de comunicación que Rafael Nieto Loaiza se debía ir, porque se había convertido en una especie de rueda suelta.
Fue nombrado como presidente de Eco Oro Minerals (EOM), cargo del que fue removido cuatro meses después siendo remplazado por Anna Stylianides. Para mayo de 2017 oficializó su precandidatura en el Centro Democrático para las elecciones presidenciales de 2018.

### Defensa ante la CIDH
Rafael Nieto Loaiza fue contratado por el gobierno de Juan Manuel Santos para representar al Estado en la demanda ante la Corte Interamericana de Derechos Humanos por el caso de Santo Domingo.  La Corte consideró al Estado colombiano como responsable por la muerte de los pobladores, por ametrallamientos contra la población civil que sobrevivió y por el desplazamiento de los habitantes de ese caserío de Tame, Arauca. 
Nieto Loaiza ha argumentado que la Corte se arrogó competencias que los Estados firmantes del pacto de las Américas no le dieron, ya que lo juzgado era un tema que no hace parte de los derechos humanos, sino del Derecho Internacional Humanitario, porque el caso de Santo Domingo fue un hecho del conflicto armado.
La defensa se basó en tres puntos, el primero pedía a la Corte que se declarara incompetente ante la demanda. El segundo era mostrar que había unas contradicciones entre las decisiones penales de la jurisdicción interna en el caso, porque existe una sentencia en proceso de casación que condenó a dos militares y otra de un tribunal de Arauca que condena a alias Granobles y jefe de las FARC en Arauca, como responsable de la explosión de un carro bomba, que fue lo que mató a los civiles. Y la tercera parte consistió en aportar pruebas técnicas que soportan el argumento de que la Fuerza Aérea nunca bombardeó a civiles.

## Posiciones políticas

### Asilo político a militares involucrados en golpe militar a Hugo Chávez
Rafael Nieto Loaiza como columnista del diario El Tiempo rechazó que el gobierno de Álvaro Uribe en 2005 por medio de la Cancillería colombiana no otorgara el asilo político a diez militares venezolanos a quienes la justicia de su país acusó de haber promovido el golpe de Estado de abril de 2002 que sacó por 47 horas del poder al presidente Hugo Chávez. Dichas declaraciones de Nieto Loaiza se sumaron a las del entonces exministro Fernando Londoño quien dijo que el asilo se negó:  
“Por miedo a Chávez, no hay otra explicación, la Cancillería les está negando el carácter de refugiados para expulsarlos de Colombia y entregarlos a la furia del dictador de Venezuela” Fernando Londoño
Nieto sostuvo que el pedido de refugio de los militares venezolanos no fue resultado de la intentona golpista sino que los militares fueron absueltos por el Tribunal Supremo de Justicia de Venezuela de los cargos que se les imputaban y que el gobierno de Chávez decidió enjuiciarlos de nuevo por los mismos hechos por los que habían sido declarados inocentes.